# Aurorai Robotikai Intézet
Az Aurorai Robotikai Intézet (ARI) egy kitalált szervezet Isaac Asimov Alapítvány–Birodalom–Robot regényciklusában.

## Története
Aurorai Robotikai Intézet, melyet főleg azért hoztak létre, hogy megkezdje az ember formájú robotok sorozatgyártását. Erre azért lett volna szükség, hogy ezeket a robotokat küldhessék ki újabb világok meghódítására. Ők ugyanis könnyen megállták volna a helyüket olyan mostoha körülmények között is, ahol az ember tehetetlen, de emberi formájuk miatt olyan világot teremtettek volna, amely az utánuk érkező igazi emberek igényeinek is megfelel. Munkálataikat a Globalista Párt támogatta. Lassan haladtak a fejlesztéssel, mert az első két ember formájú robot tervezője s megalkotója, Dr. Han Fastolfe nem árulta el építési módszerét. A Humanista Párt vezetőjeként ugyanis az volt a véleménye, hogy robotjainak ilyen módon való felhasználása csak az emberiség további elkényelmesedéséhez és dekadenciához vezetne. Az Intézetnél dolgozott Dr. Han Fastolfe fiatalabbik lánya, Vasilia Aliena is.